# モルドンの戦い
モルドンの戦い（モルドンのたたかい, 英語：Battle of Maldon）は、エゼルレッド2世の代の西暦991年8月10日、イングランドのエセックスにあるモルドンの近郊で起きた戦闘である。モルドンの太守ビュルフトヌスが侵入してきたヴァイキングを迎え撃ち、敗北に終わった。アングロサクソン年代記にはこのときのヴァイキング側の首領はオーラフ・トリュグヴァッソンであったという記述があるが改竄の可能性が高い。

## モルドンの戦い（詩）
教会の僧が作ったと思われる同名の詩が残されている。コットン図書館（en:Cotton library）にある写本は1731年にページの上下（約100行）が焼損した。ジョン・エルフィストーン（John Elphistone）が写したもの（325行）が大英図書館に保存されている。古英語の重要な資料である。

## 参考書籍
- Bradley, S. A. J., ed., Anglo-Saxon Poetry, London: Everyman's Library, 1987
- 上野義和（編著）、『古英語の世界へ -モルドンの戦い-』、1997年、松柏社